# Терешківка (Ніжинський район)
Тере́шківка — село в Україні, в Ніжинському районі Чернігівської області. Населення становить 369 осіб. Входить до складу Лосинівської селищної громади.

## Історія
У списку наявних у Малоросійській губернії селищ 1799-1801 років - деревня Терешківка Козелецького повіту, проживало 175 податкових душ. 
Вперше позначена на мапі Шуберта 1832 року - 59 дворів. У 1910 - у складі Макіївської волості Ніжинського повіту Чернігівської губернії - 853 жителя. 1924 року - село, центр сільради Лосинівського району Ніжинського округу Чернігівської губернії, 233 двори, 1265 жителів. 
На мапі РСЧА 1941 року - Терешково, 210 дворів.
05 лютого 1965 року Указом Президії Верховної Ради Української РСР передано Терешківську сільську раду Бобровицького району до складу Ніжинського району.
12 червня 2020 року, відповідно до розпорядження Кабінету Міністрів України № 730-р «Про визначення адміністративних центрів та затвердження територій територіальних громад Чернігівської області», увійшло до складу Лосинівської селищної громади.
19 липня 2020 року, в результаті адміністративно-територіальної реформи та ліквідації Ніжинського(1923 - 2020) району, увійшло до складу новоутвореного Ніжинського району.

## Населення

### Мова
Розподіл населення за рідною мовою за даними перепису 2001 року:
| Мова       | Кількість | Відсоток |
| ---------- | --------- | -------- |
| українська | 367       | 99.46%   |
| російська  | 2         | 0.54%    |
| Усього     | 369       | 100%     |